# De expert
De expert (Engelse titel: Depression or Bust) is een sciencefictionroman uit 1975 van de Amerikaanse schrijver Mack Reynolds. 

## Synopsis
De president is ten einde raad omdat er iets fout loopt in het land en hij weet niet wat. Zijn raadgever legt uit dat het land in een grote depressie verkeerd, wat niet meer gebeurd was sinds 1939. Meestal gaan dan veel zaken failliet en verliezen miljoenen mensen hun baan. De president heeft zulke situatie nog nooit meegemaakt en vraagt zich af hoe hij dit kan keren.